# Blues for Montmartre
Blues for Montmartre er en portrætfilm fra 2011 instrueret af Christian Braad Thomsen efter eget manuskript.

## Handling
For mange, herunder en ung Christian Braad Thomsen, var Montmartre i 1960'erne en blanding af dagligstue og jazzuniversitet. Her spillede en række af jazzens helt store navne. Instruktøren har opstøvet værdifuldt arkivmateriale og filmet muntre og vemodige anekdoter af grundlæggerne Anders Dyrup og Herluf Kamp Larsen, jazzkritikerne Torben Ulrich og Henrik Wolsgaard-Iversen, fotografen Jørgen Bo og musikerne Bo Stief, Alex Riel, John Tchicai, Marilyn Mazur og Jan Kaspersen.